# Włodzimierz Lubański
Włodzimierz Lubański   (Gliwice, 28 de febrer de 1947) és un exfutbolista polonès de la dècada de 1960.
Fou 75 cops internacional amb la selecció polonesa en els quals marcà 48 gols, amb la qual participà en els Jocs Olímpics d'Estiu de 1972 i a la Copa del Món de Futbol de 1978.
Pel que fa a clubs, defensà els colors de Górnik Zabrze, Lokeren, Valenciennes i Stade Quimpérois.
In 1972, li fou concedit el títol de "Mestre Meritat de l'Esport de la URSS".

## Referències

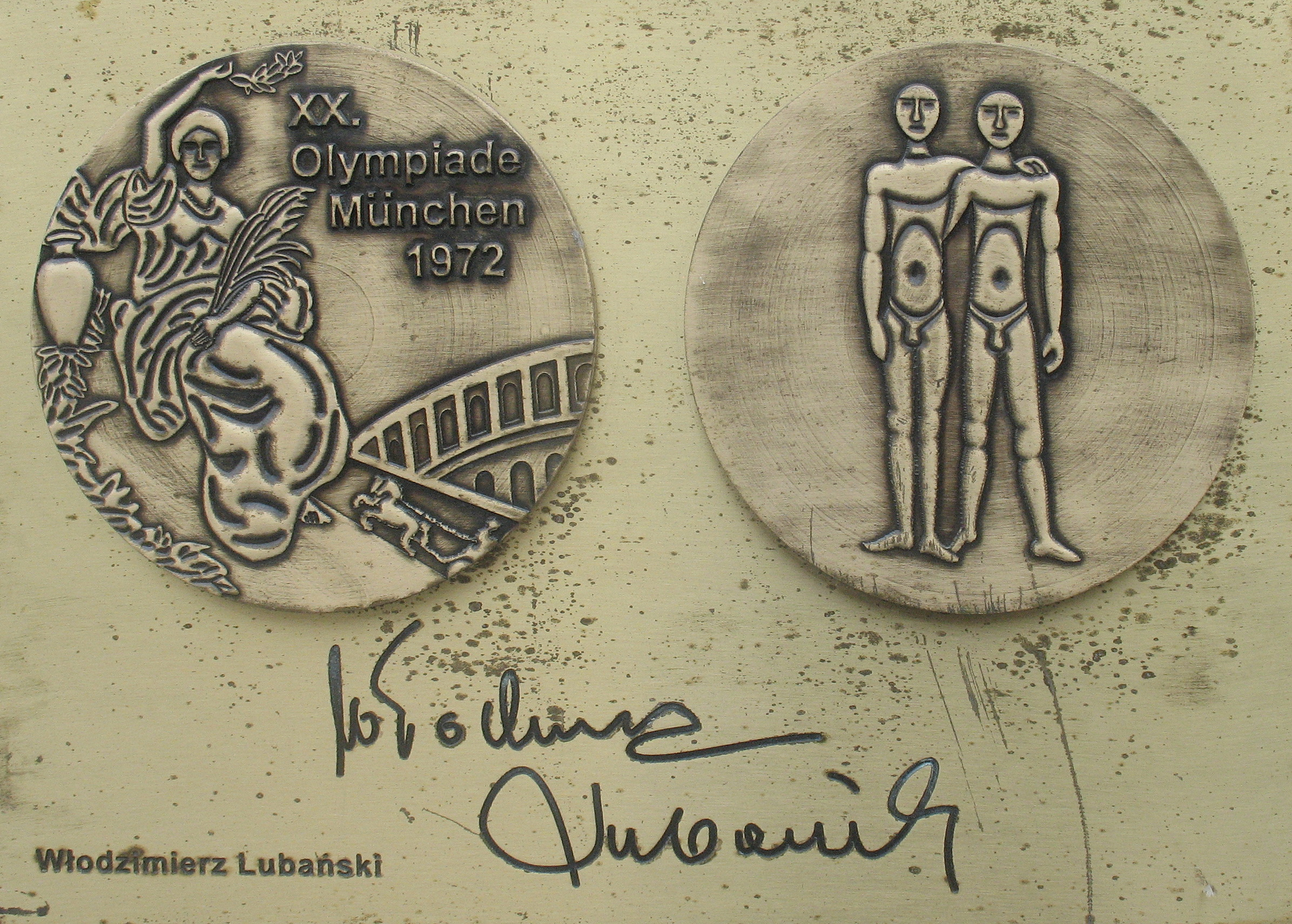
Còpia de la medalla i autògraf de Lubański.